# Khách sạn Roosevelt Hollywood
Khách sạn Roosevelt Hollywood là một khách sạn lịch sử tọa lạc ở số 7000 Đại lộ Hollywood, Hollywood, Los Angeles, California. Khách sạn mở cửa vào ngày 15 tháng 5 năm 1927 và là khách sạn liên tục hoạt động lâu đời nhất ở Los Angeles. Khách sạn nổi tiếng với việc tổ chức nhiều sự kiện lớn như lễ trao giải Oscar, đồng thời nhiều khách thuê phòng còn nhìn thấy hồn ma của ngôi sao Marilyn Monroe tại căn phòng 246 ưa thích của cô.

## Lịch sử
Khách sạn được xây dựng năm 1926, trong thời kì được gọi lả Kỷ nguyên vàng của kiến trúc Los Angeles và được đặt tên theo vị tổng thống thứ 26 của nước Mỹ, Theodore Roosevelt. Khách sạn được tài trợ bởi một nhóm người Louis B. Mayer, Mary Pickford, Douglas Fairbanks và Sid Grauman, có kinh phí xây dựng 2.5 triệu $ (42,1 triệu $ ngày nay) và khánh thành vào ngày 15 tháng 5 năm 1927.
Khách sạn trở nên xuống cấp vào thập niên 1950. Một chủ sở hữu khách sạn thời điểm đó đã phá hủy cổng vòm, phủ lên trần nhà sơn trang trí rất tinh vi và sơn toàn bộ khách sạn bằng seafoam xanh lá cây. Radisson Hotels đã mua lại khách sạn vào năm 1985 và sử dụng các bản thiết kế ban đầu, những bức ảnh lịch sử khách sạn theo kiến trúc thời thuộc địa Tây Ban Nha, sau đó tiến hành cải tạo với trị giá $35 triệu, khôi phục lại trần nhà của sảnh và thêm một đài phun nước ba tầng cùng một vài cải tiến khác. Bức tranh tường trị giá hàng triệu đô la dưới đáy bể bơi Tropicana của khách sạn được David Hockney sơn năm 1987.
Ngày 13 tháng 8 năm 1991, thành phố Los Angeles đã tuyên bố khách sạn là Công trình kỉ niệm Lịch sử-Văn hóa Los Angeles thứ 545. Năm 1995, Roosevelt Hollywood được mua lại từ Clarion Hotels của Goodwin Gaw, với David Chang sau đó trở thành đồng sở hữu. Vào năm 2005, quyền quản lý khách sạn được tiếp quản bởi Tập đoàn khách sạn Thompson. Kế hoạch tân trang trị giá $30 được xúc tiến năm 2005, do Nhóm Thiết kế Dodd Mitchell và David Siguaw dẫn đầu.

## Thiết kế và phong cách
Roosevelt Hollywood có 12 tầng với 300 phòng nghỉ và 63 dãy hàng lang. Nó nằm dọc theo Đại lộ Danh vọng Hollywood và ngang con phố từ rạp chiếu TCL Chinese Theatre. Khách sạn có nội thất theo phong cách Thuộc Địa Tây Ban Nha, với ghế sofa bằng da, đèn chùm thép rèn và đài phun nước đầy màu sắc rực rỡ.

## Nhà hàng và quán bar
Roosevelt Hollywood có tổng cộng tám nhà hàng, quán bar và phòng khách. Sang trọng nhất là một nhà hàng hamburger phục vụ 24 giờ nằm ngay bên ngoài sảnh khách sạn, nó được khai trương năm 2005. Nhà bếp và quán bar chung phục vụ ẩm thực Mỹ trong một phòng ăn kiểu Hollywood cũ. Tim Goodell là bếp trưởng của tất cả nhà hàng trên. Phòng giải trí là nơi trò chuyện và phòng khách cocktail, trong khi Thư viện Bar là một quán bar với cocktail làm từ nguyên liệu có nguồn gốc địa phương, quán Bar Tropicana có điểm nhìn ra thẳng hồ bơi.

## Trong văn hóa đại chúng
Lễ trao giải Oscar đầu tiên được tổ chức tại khách sạn Roosevelt Hollywood vào ngày 26 tháng 5 năm 1929, bên trong Phòng khiêu vũ Hoa (Blossom Ballroom). Một buổi lễ riêng chỉ mở dành cho các thành viên của Viện Hàn lâm, tổ chức bởi chủ tịch Viện lúc đó là Douglas Fairbanks và tổ chức ba tháng sau khi những người chiến thắng được công bố, với 270 người tham dự. Vào thời điểm đó, biệt hiệu "Oscar" cho giải thưởng vẫn chưa ra đời (sẽ được bốn năm sau đó).
Vì đối mặt với nợ nần năm 1986, chủ nhân của năm giải Oscar Lyle Wheeler đã bán hết toàn bộ tài sản của mình, trong đó có năm bức tượng Oscar. Giải thưởng chỉ đạo nghệ thuật của ông trong Nhật ký Anne Frank được bán đấu giá $21,250 cho William Kaiser. Kailer sau đó đã hoàn trả bức tượng cho Wheeler tại khách sạn Roosevelt Hollywood ở lễ trao giải năm 1989. Khách sạn cũng từng tổ chức giải Mâm xôi vàng, giải thưởng dành cho những bộ phim tệ nhất năm trong một vài lần.